# Bulbophyllum profusum
Bulbophyllum profusum là một loài phong lan thuộc chi Bulbophyllum.